# Heterotrichoncus pusillus
Heterotrichoncus pusillus är en spindelart som först beskrevs av Miller 1958.  Heterotrichoncus pusillus ingår i släktet Heterotrichoncus och familjen täckvävarspindlar. Inga underarter finns listade i Catalogue of Life.